# Municipio Ameca
Koordinaten: 20° 33′ N, 104° 3′ W
Ameca ist ein Municipio im mexikanischen Bundesstaat Jalisco in der Region Valles. Teil des Verwaltungsbezirks sind neben der Stadt Ameca, die der größte Ort des Municipios und dessen Verwaltungssitz ist, noch mehrere Dutzend kleinerer Orte. Das Wort Ameca kommt von „Amecatl“ aus der Sprache Nahuatl. Es bedeutet „Wasserschnur“ und bezieht sich auf den Río Ameca, der durch das Tal fließt.

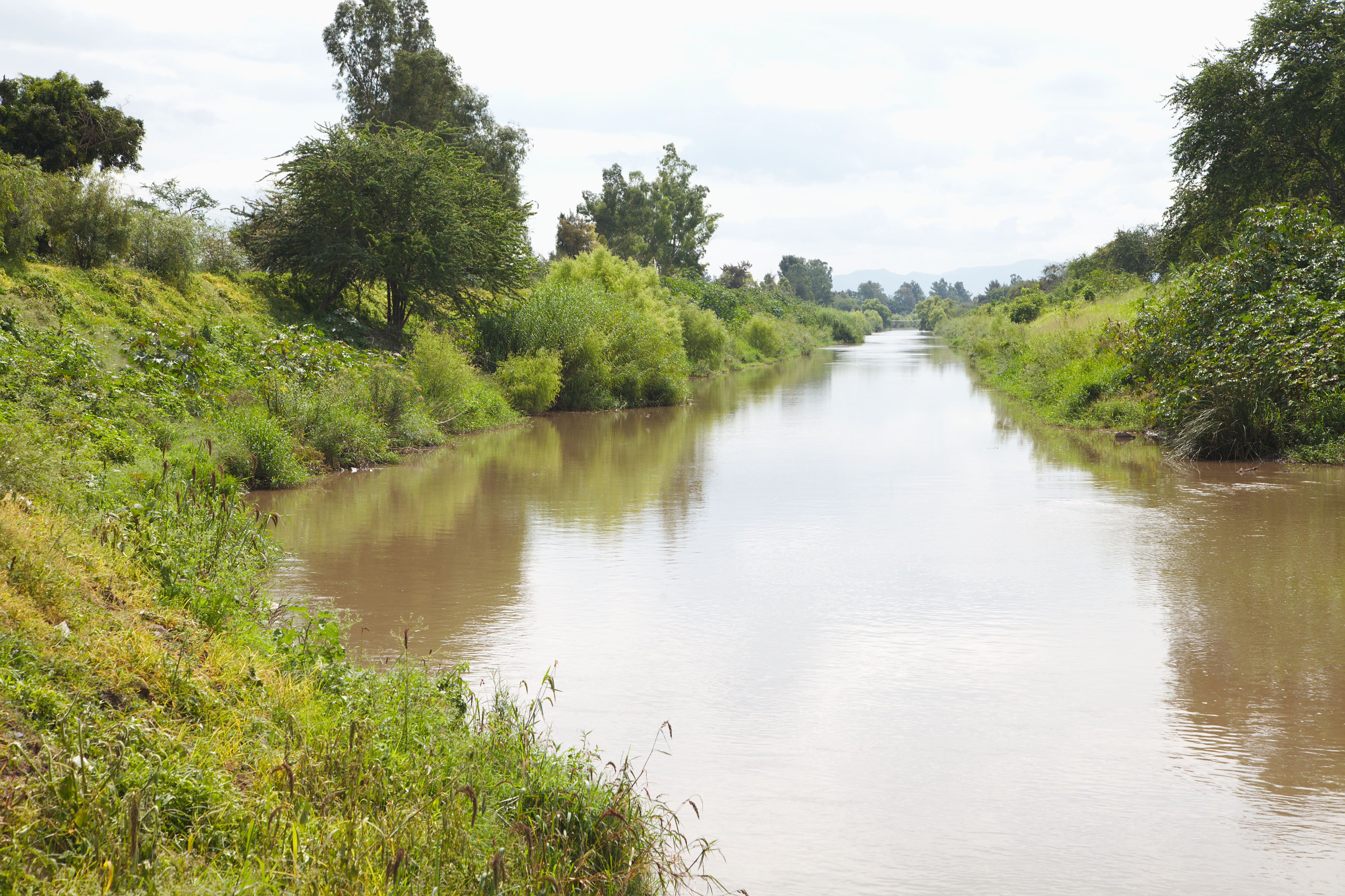
Der Río Ameca

## Geographie

### Geographische Lage
Das Municipio Ameca befindet sich zentral-westlich innerhalb des Bundesstaates Jalisco, ungefähr 83 km von Guadalajara entfernt. Die Koordinaten sind 20º25’ bis 20º42’ nördlicher Breitengrad und zwischen 103º53’15″ und 104º17’30″ westlicher Längengrad. Das Municipio hat eine Ausdehnung von 841,5 km² und eine Bevölkerungsanzahl von 56.681 Personen im Jahr 2000. Gemäß der Volkszählung im Jahr 2010 der INEGI beträgt die Einwohnerzahl 57.340.
Das Municipio Ameca grenzt an die Municipios San Marcos, Etzatlán, Ahualulco de Mercado, Atengo, Tecolotlán, Teuchitlán, San Martín Hidalgo und Guachinango sowie an den Bundesstaat Nayarit.
Die größten Erhebungen Amecas sind die Hügel La Tetilla und Cuauhtépetl (Cerro del Águila), welche einen wesentlichen Teil des Nordens des Municipios einnehmen. Darüber hinaus gibt es eine unregelmäßige Struktur durch aufeinanderfolgende Täler und ausgedehnte Hügelketten in fast allen Gebieten des Municipios.
Die Wasserversorgung stammt überwiegend aus dem Río Ameca, welcher im Norden durch die Bäche El Cajón, Los Llanitos, La Barranca, La Arena, El Carrizo, Las Bolas und weitere gespeist wird. Im Süden gibt es die Quellen El Magistral, Arroyo Grande, El Zoquite, El Palmarejo, El Alamo y Las Canoas und weitere kleinere Zuflüsse. Zur Sicherstellung der Versorgung gibt es die Staudämme in San Ignacio, de la Vega, Los Pocitos und in Texcalame.

### Orte
Im Bezirk von Ameca befinden sich mehrere Dutzend Dörfer. Die Orte mit 500 oder mehr Einwohnern sind:
| Ort                           | Einwohner |
| Ameca                         | 36.156    |
| El Cabezón (El Limón)         | 02.683    |
| San Antonio Matute            | 02.225    |
| San Antonio Puerta de la Vega | 01.077    |
| Los Pocitos                   | 01.019    |
| Labor de Solís                | 00.879    |
| San Nicolás                   | 00.773    |
| El Portezuelo                 | 00.649    |
| Jayamitla (Colmenar)          | 00.616    |
| Buenos Aires                  | 00.602    |
| El Texcalame                  | 00.601    |
| La Villita                    | 00.549    |

### Geologie
Der Untergrund besteht aus vulkanischem Fels, sauer und basaltisch; in einigen Gegenden findet sich auch kalkiges Gestein. Im Municipio kommen verschiedene Mineralien vor, darunter Gold, Silber, Blei, Kupfer, Zink, Baryt, Granit und Diamant.

### Klima
Das Klima in Ameca ist semiarid, im Herbst und Winter trocken. Es gibt keinen klar markierten Winter, das ganze Jahr über herrschen hohe oder sehr hohe Temperaturen. Die jährliche Durchschnittstemperatur liegt bei 21,3 °C, bei einer durchschnittlichen Niederschlagsmenge von 864 mm, die Regenperiode reicht von Juni bis September. Winde kommen überwiegend aus nordöstlicher Richtung und im Durchschnitt herrschen 10,9 Tage im Jahr Temperaturen unter dem Gefrierpunkt.

### Boden
Der Boden besteht aus Vertisol, verbunden mit Regosolen, Foezem und Planosol. Der Boden ist gut für die Landwirtschaft und Futtergras geeignet. Der Großteil des Bodens wird ejidal bewirtschaftet.

### Vegetation

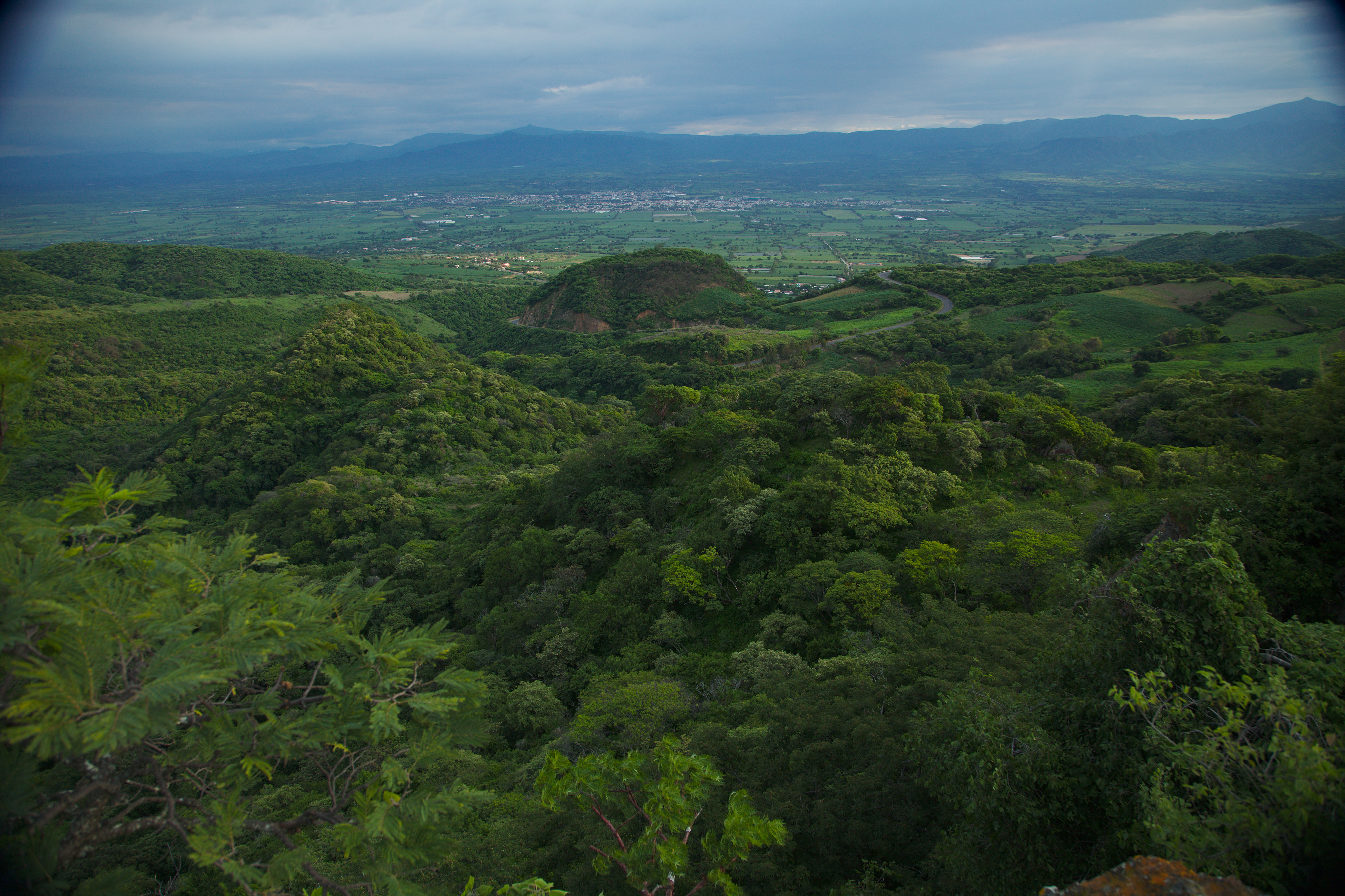
Aussicht auf Ameca und den umgebenden Wald, vom Aussichtspunkt her gesehen

Der Großteil der Vegetation besteht aus Steineiche, Kiefer, Mesquiten, Lakritze, Hülsenfrüchtler, Eukalypten und Fruchtbäumen. Im Municipio liegen 9.862 Hektar Wald.

### Fauna
Die Fauna beheimatet Wildschweine, Pumas, Wildkatzen, Dachse, Eichhörnchen, Kojoten, Hasen, verschiedene Vögel und Reptilien.

## Kultur und Sehenswürdigkeiten
Für Bauwerke, Sehenswürdigkeiten und regelmäßige Veranstaltungen, siehe auch Stadt Ameca.

## Infrastruktur

### Medien und Kommunikation
Für die Kommunikation bietet der Bezirk Post, Telefon, Internet über Telefon und Kabel, Sprech- und Mobilfunk, Fax, Radio und Fernsehsignal.
Zu den lokalen Radiosendern gehören: XEED Radio Ameca 900 AM La Líder, RADIO CUValles (gehört zu dem Netzwerk von Radiosendern der Universität von Guadalajara) XHUGA 105.5 FM.
Des Weiteren bietet das Unternehmen Telecable einen Pay-TV Service an, welcher die unabhängigen Programme „Unsere Leute“ und „Unsere Region Ameca“ ausstrahlt, sie werden von lokalen Produzenten hergestellt.

### Öffentliche Einrichtungen
Es gibt viele Organisationen in Ameca, darunter das Rote Kreuz, Club Rotario, Club de Leones, Zivilschutz und die Altenhilfe.
Der Bezirk bietet den Einwohnern elektrische Energie, Parks und Gärten, Erholungszentren, Wasser, Abwasser, Märkte, Versorgungszentrum, Friedhof, Gericht, Flohmarkt, Lagerräume, öffentliche Sicherheit und sportliches Sportzentren.
Bezüglich öffentlichen Versorgung verfügen 94,4 % der Einwohner über fließendes Wasser. Die Kanalisation besitzt eine Abdeckung von 86,4 %, 98,1 % der Einwohner verfügen über elektrische Energie.

### Gesundheitsversorgung
Der Gesundheitsversorgung im Bezirk wird vor allem durch die öffentliche Gesundheitsversorgung (Seguro Popular) Rechnung getragen, das vom Gesundheitsministerium des Bundesstaates unterhalten wird. Die Außenstelle Ameca bildet die 9. Niederlassung des Bundesstaates Jalisco. Es gibt außerdem eine Klinik der Sozialversicherung (Instituto Mexicano del Seguro Social - IMSS), des Institutes für die Sicherheit und öffentliche soziale Dienste der Arbeiter des Staates (ISSSTE) und spezielle Kliniken der Armee (Secretaría de la Defensa Nacional - SEDENA). Ameca hat außerdem eine Beratungsstelle für die Vorsorge von AIDS.

### Bildung
Im Stadtgebiet gibt es eine Vielzahl verschiedener privater und öffentlicher Schulen, darunter die 1. Föderale Sekundarschule, José María Luis Mora 50, die Sekundarschule Patria, die Juana de Arco Schule und die Schule Niños Heroes, das El CETis 63, das CECATI 180, die regionale Vorschule Ameca und das CUValles (Universitäres Zentrum von Valles). Die letzten zwei gehören zur Universität von Guadalajara.
Ameca gehört somit zu den Bezirken innerhalb von Jalisco und der Valles Region, die viel in Bildung investieren.

### Verkehr

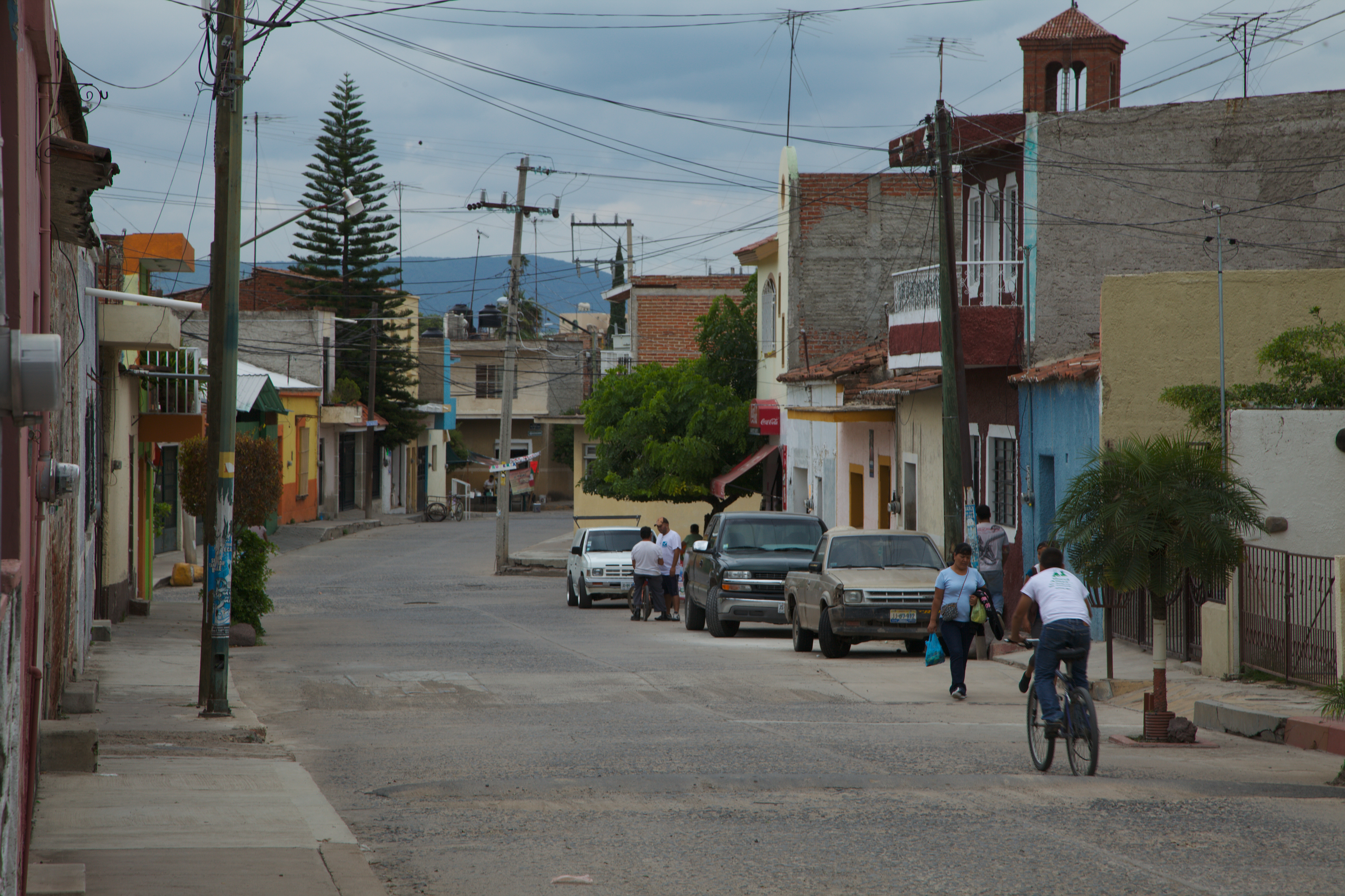
Eine Straße von Ameca

Die wesentlichsten Straßen sind Ameca–Guadalajara, welche vierspurig ausgebaut ist, Ameca–Puerto Vallarta und Ahualulco–Ameca–San Martín. Außerdem ist das Netz unbefestigter Straßen wichtig, welches die kleineren Kommunen und Weiler mit der Bezirkshauptstadt verbindet.
Des Weiteren gibt es zwischen Ameca und Guadalajara eine Schienenverbindung für den Güterverkehr, die allerdings seit längerem nicht mehr in Betrieb ist.

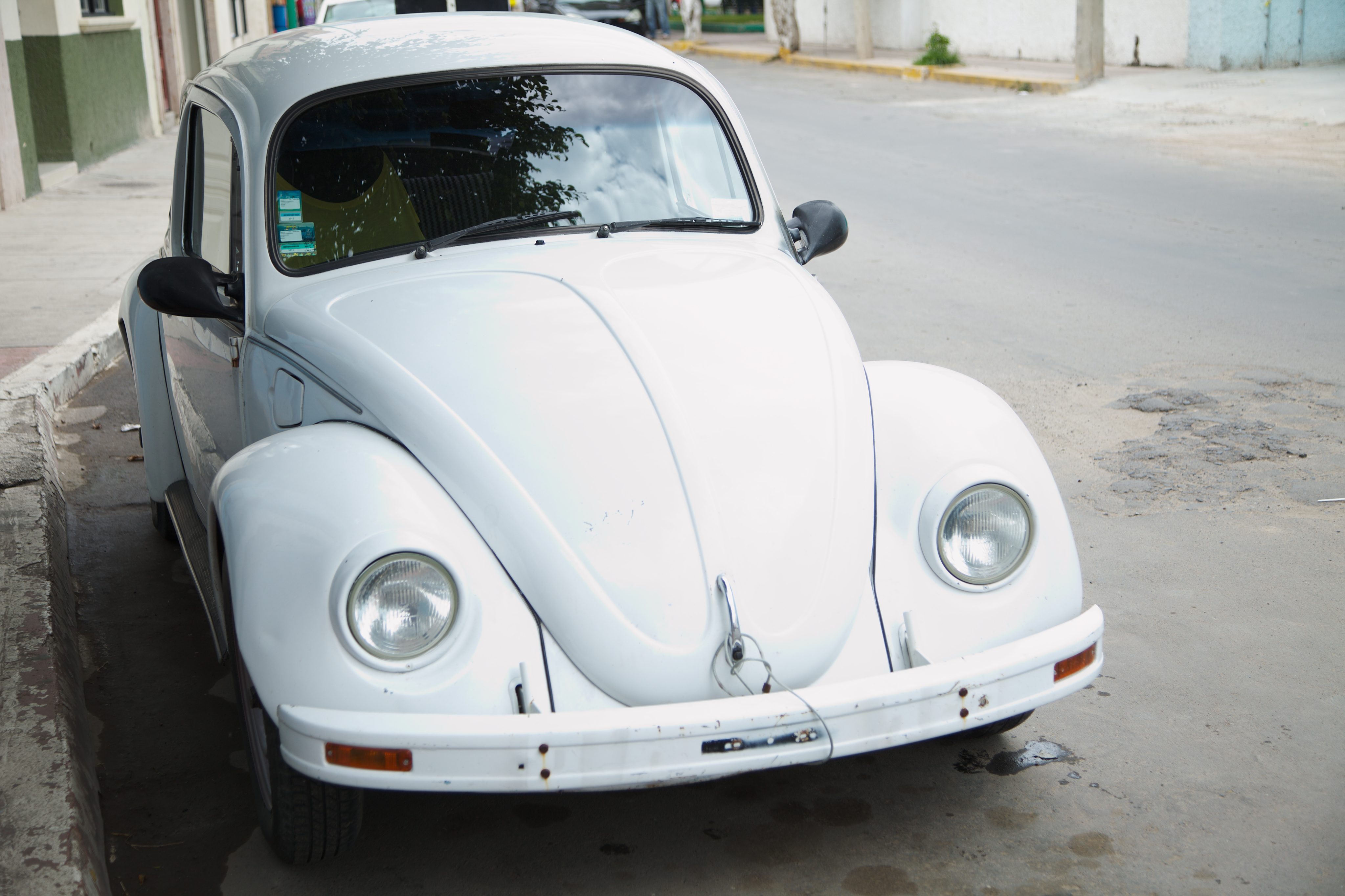
Als Privatautos sind noch eine Vielzahl von VW Käfer im Einsatz

Für außerstädtische Verbindungen gibt es sowohl Direktbusse, als auch Busse mit Zwischenhalten. Innerhalb der Stadt bewegt man sich zu Fuß, mit Miet- oder Privatautos.

### Wohnen
Der überwiegende Teil des Wohnraumes ist in Privatbesitz, die meisten Häuser sind an Wasser und Elektrizität angeschlossen und in wenigen Fällen mit Drainage.
Die Konstruktionsweise basiert auf dünnen Wänden, Ziegel und Luftziegeln in den Mauern, Gewölbe oder kleinen Keramik-Dachziegeln für die Dächer.
Gemäß der zweiten Volkszählung im Jahr 2005 hat der Bezirk insgesamt 13.664 Wohneinheiten, von den 13.227 als im Privatbesitz gelten.